# Club Esportiu Constància
Maillots
Le Club Esportiu Constància (le Club Deportivo Constancia en castillan) est un club de football espagnol créé en 1922. Il est basé à Inca sur l'île de Majorque dans les Îles Baléares.
Le club joue ses matchs à domicile au Nouveau terrain d'Inca, doté de 10 000 places.

## Histoire
Le 2 décembre 1922, la Sociedad de Socorros Mutuos La Constancia (une société de secours mutualiste) crée le Constancia Foot-ball Club. Durant les première années, le club dispute des compétitions et tournois régionaux, renforcé par des joueurs d'équipes catalanes. Le club gagne quatre fois le championnat des Baléares en 1933, 1934, 1935 et 1939. À la fin de la Guerre d'Espagne, en 1939, le club est intégré en Segunda División à la suite de la disparition d'équipes due à cette guerre. Le club termine cinquième de sa poule, mais est rétrogradé à la suite de la restructuration du championnat. Le club dispute la saison 1940-1941 en Tercera División durant laquelle le club change de nom le 1er janvier 1941 pour devenir le Club Deportivo Constancia. Cette saison permet au club de revenir immédiatement en Segunda.
Le club joue les premiers rôles dans cette division avec une place de quatrième de poule en 1941-1942, puis des places de troisième de poule en 1942-1943 et 1943-1944. À l'issue de la saison 1943-1944, à la suite de sa troisième place, le club dispute un barrage de montée contre le Deportivo La Corogne perdu 4-0. La saison suivante se termine à la douzième place, ce qui contraint le club à disputer un match de barrage pour se maintenir. Ce match perdu entraîne le club à retourner en Tercera. De 1945 en 1962, le club reste en Tercera hormis un intermède de deux ans (1951-1953) en Primera Regional. En 1962, le club des Baléares accède à la Segunda División où il reste six saisons à jouer le maintien (le club termine au plus haut dixième en 1964) avant de descendre en 1968. La saison suivante se solde également par une descente et un retour dans les divisions régionales. Le club y passe cinq ans avant de revenir en Tercera en 1974. Trois ans après, le club y est toujours mais descend d'un échelon par suite de la réorganisation des championnats en Espagne. Entre 1977 et 1987, le club reste dans ce championnat qui est devenu le quatrième échelon du football espagnol. En 1987, le club accède à la Segunda División B mais n'y reste qu'une saison. Entre 1988 et 2012, le club fréquente de nouveau la Tercera hormis deux saisons en catégories régionales (entre 1990 et 1992). En 2010, le club adopte le nom de Club Esportiu Constància. En 2012, le club accède de nouveau à la Segunda División B.

## Bilan saison par saison
| Saison    | Niveau | Division             | Place | Copa del Rey  |
| --------- | ------ | -------------------- | ----- | ------------- |
| 1928-1932 |        | Divisions régionales |       |               |
| 1932-1933 |        | Primera Categoría    |       | 16e de finale |
| 1933-1934 |        | Primera Categoría    |       | 1er tour      |
| 1934-1935 |        | Primera Categoría    |       | 4e tour       |
| 1935-1936 |        | Primera Categoría    |       |               |
| 1939-1940 | 2      | Segunda División     | 5e    |               |
| 1940-1941 | 3      | Tercera División     | 1er   | 2e tour       |
| 1941-1942 | 2      | Segunda División     | 4e    |               |
| 1942-1943 | 2      | Segunda División     | 3e    | 8e de finale  |
| 1943-1944 | 2      | Segunda División     | 3e    | 1er tour      |
| 1944-1945 | 2      | Segunda División     | 12e   | 1er tour      |
| 1945-1946 | 3      | Tercera División     | 2e    |               |
| 1946-1947 | 3      | Tercera División     | 5e    |               |
| 1947-1948 | 3      | Tercera División     | 6e    | 1er tour      |
| 1948-1949 | 3      | Tercera División     | 7e    | 2e tour       |
| 1949-1950 | 3      | Tercera División     | 15e   |               |
| 1950-1951 | 3      | Tercera División     | 14e   |               |
| 1951-1952 | 4      | Primera Regional     | —     |               |
| 1952-1953 | 4      | Primera Regional     | 1er   |               |
| 1953-1954 | 3      | Tercera División     | 9e    |               |
| 1954-1955 | 3      | Tercera División     | 2e    |               |
| 1955-1956 | 3      | Tercera División     | 8e    |               |
| 1956-1957 | 3      | Tercera División     | 5e    |               |
| 1957-1958 | 3      | Tercera División     | 3e    |               |
| 1958-1959 | 3      | Tercera División     | 2e    |               |
| 1959-1960 | 3      | Tercera División     | 9e    |               |
| 1960-1961 | 3      | Tercera División     | 2e    |               |
| 1961-1962 | 3      | Tercera División     | 1er   |               |
| 1962-1963 | 2      | Segunda División     | 12e   | 1er tour      |
| 1963-1964 | 2      | Segunda División     | 10e   | 16e de finale |
| 1964-1965 | 2      | Segunda División     | 13e   | 1er tour      |
| 1965-1966 | 2      | Segunda División     | 13e   | 1er tour      |
| 1966-1967 | 2      | Segunda División     | 14e   | 16e de finale |
| 1967-1968 | 2      | Segunda División     | 16e   | 1er tour      |
| 1968-1969 | 3      | Tercera División     | 17e   |               |
| 1969-1970 | 4      | Primera Regional     | 3e    |               |
| 1970-1971 | 4      | Primera Regional     | 4e    |               |
| 1971-1972 | 4      | Primera Regional     | 1er   |               |
| 1972-1973 | 4      | Regional Preferente  | 9e    |               |
| 1973-1974 | 4      | Regional Preferente  | 2e    |               |
| 1974-1975 | 3      | Tercera División     | 3e    | 4e tour       |
| 1975-1976 | 3      | Tercera División     | 10e   | 1er tour      |
| 1976-1977 | 3      | Tercera División     | 15e   | 1er tour      |
| 1977-1978 | 4      | Tercera División     | 12e   | 1er tour      |
| 1978-1979 | 4      | Tercera División     | 11e   |               |
| 1979-1980 | 4      | Tercera División     | 4e    | 2e tour       |

| Saison    | Niveau | Division              | Place   | Copa del Rey |
| --------- | ------ | --------------------- | ------- | ------------ |
| 1980-1981 | 4      | Tercera División      | 2e      | 3e tour      |
| 1981-1982 | 4      | Tercera División      | 2e      | 1er tour     |
| 1982-1983 | 4      | Tercera División      | 1er     | 1er tour     |
| 1983-1984 | 4      | Tercera División      | 1er     | 2e tour      |
| 1984-1985 | 4      | Tercera División      | 8e      | 3e tour      |
| 1985-1986 | 4      | Tercera División      | 5e      |              |
| 1986-1987 | 4      | Tercera División      | 4e      | 1er tour     |
| 1987-1988 | 3      | Segunda División B    | 17e     | 2e tour      |
| 1988-1989 | 4      | Tercera División      | 8e      | 1er tour     |
| 1989-1990 | 4      | Tercera División      | 17e     |              |
| 1990-1991 | 5      | Regional Preferente   | 7e      |              |
| 1991-1992 | 5      | Regional Preferente   | 3e      |              |
| 1992-1993 | 4      | Tercera División      | 15e     |              |
| 1993-1994 | 4      | Tercera División      | 8e      |              |
| 1994-1995 | 4      | Tercera División      | 11e     |              |
| 1995-1996 | 4      | Tercera División      | 5e      |              |
| 1996-1997 | 4      | Tercera División      | 1er     |              |
| 1997-1998 | 4      | Tercera División      | 2e      |              |
| 1998-1999 | 4      | Tercera División      | 1er     |              |
| 1999-2000 | 4      | Tercera División      | 2e      |              |
| 2000-2001 | 4      | Tercera División      | 5e      |              |
| 2001-2002 | 4      | Tercera División      | 3e      |              |
| 2002-2003 | 4      | Tercera División      | 2e      |              |
| 2003-2004 | 4      | Tercera División      | 6e      |              |
| 2004-2005 | 4      | Tercera División      | 1er     |              |
| 2005-2006 | 4      | Tercera División      | 13e     | Tour préli.  |
| 2006-2007 | 4      | Tercera División      | 15e     |              |
| 2007-2008 | 4      | Tercera División      | 6e      |              |
| 2008-2009 | 4      | Tercera División      | 10e     |              |
| 2009-2010 | 4      | Tercera División      | 3e      |              |
| 2010-2011 | 4      | Tercera División      | 3e      |              |
| 2011-2012 | 4      | Tercera División      | 1er     |              |
| 2012-2013 | 3      | Segunda División B    | 17e     | 3e tour      |
| 2013-2014 | 3      | Segunda División B    | 19e     |              |
| 2014-2015 | 4      | Tercera División      | 5e      |              |
| 2015-2016 | 4      | Tercera División      | 4e      |              |
| 2016-2017 | 4      | Tercera División      | 8e      |              |
| 2017-2018 | 4      | Tercera División      | 8e      |              |
| 2018-2019 | 4      | Tercera División      | 10e     |              |
| 2019-2020 | 4      | Tercera División      | 8e      |              |
| 2020-2021 | 4      | Tercera División      | 3e / 5e |              |
| 2021-2022 | 5      | Tercera División RFEF | 7e      |              |
| 2022-2023 | 5      | Tercera Federación    | 6e      |              |
| 2023-2024 | 5      | Tercera Federación    | 7e      |              |
| 2024-2025 | 5      | Tercera Federación    | 2e      |              |
| 2025-2026 | 5      | Tercera Federación    |         |              |

- 11 saisons en Segunda División (D2)
- 23 saisons en Tercera División[5] puis Segunda División B (D3)
- 46 saisons en Primera Regional ou Regional Preferente puis Tercera División (D4)
- 15 saisons en Divisions régionales puis Tercera Federación (D5)

## Identité visuelle

2010-2023.
Depuis 2023.